# 19 Cephei
19 Cephei (19 Cep / HD 209975 / HR 8428) es una estrella en la constelación de Cefeo de magnitud aparente +5,11. Es una estrella muy distante; la distancia calculada a partir de la paralaje sitúa a la estrella a 5400 años luz del sistema solar, aunque el error asociado es tan grande que el valor no es fiable en absoluto. Si, como tradicionalmente se ha propuesto, 19 Cephei forma parte de la asociación estelar Cepheus OB2, la estrella estaría a 2400 años luz. 
19 Cephei está catalogada como una supergigante azul de tipo espectral O9Ib cuya temperatura efectiva alcanza los 32.600 K.
Dada la incertidumbre de la distancia a la que se encuentra, sus características físicas solo pueden estimarse. De acuerdo al profesor J. Kaler, es una estrella muy luminosa de la secuencia principal cuya energía proviene de la fusión del hidrógeno. Con una gran parte de la radiación emitida como luz ultravioleta, su luminosidad es entre 180.000 y 345.000 veces mayor que la luminosidad solar. Con una edad de unos 5 millones de años, su masa estimada es 30-35 veces mayor que la masa solar. Una estrella de estas características acabará sus días explotando como una supernova.
Dos estrellas de magnitud 11 situadas a 20 y 59 segundos de arco no son compañeras reales; simplemente parecen estar situadas en la misma línea de visión.